# Acanthophila beljaevi
Acanthophila beljaevi is een vlinder uit de familie tastermotten (Gelechiidae). De wetenschappelijke naam van de soort is voor het eerst geldig gepubliceerd in 1998 door Alexander Georgievich Ponomarenko.

## Type
- holotype: "male, 13.VIII.1997. leg. Beljaev"
- instituut: IBSS, Vladivostok, Rusland
- typelocatie: "Russia, Primorskii krai, 25 km S Vladivostok, Rikord I"